# Eclipse Foundation
Die Eclipse Foundation ist eine gemeinnützige Gesellschaft mit der Aufgabe, die Eclipse-Open-Source-Gemeinschaft und ihre Projekte zu unterstützen. Die Stiftung koordiniert darüber hinaus alle komplementären Produkte und Dienstleistungen, die im internen Sprachgebrauch auch als das Ökosystem bezeichnet werden.

## Definition
Bei Eclipse handelt sich um eine Open-Source-Gemeinschaft, meist auch als Eclipse-Community bezeichnet. Das Ziel dieser Gemeinschaft ist es, im Rahmen unterschiedlicher IT-Projekte eine Plattform für die Entwicklung von Software bereitzustellen.
Die von der Eclipse-Community entwickelte Software Eclipse-Plattform wird ebenfalls allgemein mit Eclipse bezeichnet und besteht aus verschiedenen Grundgerüsten, die sich sehr leicht erweitern lassen. Dabei werden auch Werkzeuge und Laufzeitumgebungen für den gesamten Prozess der Softwareentwicklung angeboten.
Mit dem Begriff Eclipse Foundation ist dagegen immer die gemeinnützige koordinierende Gesellschaft gemeint.

## Geschichte der Eclipse Foundation
Das erste Eclipse-IT-Projekt wurde im November 2001 von IBM begründet und durch ein Konsortium von führenden Softwareanbietern unterstützt. Hierzu gehörten Unternehmen wie Borland, IBM, Rational Software, Red Hat, SuSE und TogetherSoft. Im Februar 2004 erfolgte die Reorganisation in ein echtes Open-Source-Projekt unter Leitung der Eclipse Foundation.
Mit der Gründung verfolgte man das Ziel, eine von Anbietern unabhängige, offene und transparente Gemeinschaft zu schaffen. Die Eclipse-Community besteht heute aus Unternehmen und Einzelpersonen aus allen Bereichen der Softwareentwicklungsbranche. Die von der Open-Source-Gemeinschaft entwickelte Technologie steht kostenfrei unter der Eclipse Public License weltweit zur Verfügung.
Im Januar 2021 wurde der Wechsel der Corporate Governance von Nordamerika nach Brüssel vollzogen und wird dort als Vereinigung ohne Gewinnerzielungsabsicht geführt.

## Finanzierung und Mitgliedschaft
Die Stiftung finanziert sich in der Hauptsache durch die jährlichen Beiträge ihrer Mitglieder, wobei es unterschiedliche Mitgliedsarten gibt:
1. Strategic Members werden unterschieden in Entwickler und Konsumenten. Beide verstehen Eclipse als zentrale strategische Plattform ihres unternehmerischen Handelns. Strategische Entwickler stellen Personal und andere Ressourcen für die Weiterentwicklung von Eclipse bereit. Strategische Konsumenten unterstützen Eclipse finanziell. Diese sind CEA LIST, Deutsches Zentrum für Luft- und Raumfahrt e. V. (DLR),[7] Fraunhofer-Institut für Offene Kommunikationssysteme (FOKUS),[8] Fujitsu Limited, Huawei, IBM, IOTA Foundation, Konduit, OBEO, Oracle, Red Hat, Robert Bosch GmbH,[9] SAP SE,[10] Mercedes-Benz Tech Innovation.[10]
2. Contributing Members sind Organisationen, die Eclipse Foundation-Technologien als wichtig für ihre Unternehmens- und Produktstrategie ansehen und Produkte und Dienstleistungen anbieten, die auf oder mit Eclipse Foundation-Technologien basieren. Diese Organisationen möchten an der Entwicklung des breiten Ökosystems der Eclipse Foundation teilnehmen.[11]
3. Als Associate Members werden alle gemeinnützigen Unternehmen, Normungsorganisationen, Universitäten, Forschungsgesellschaften und Verlage bezeichnet, die die Weiterentwicklung der Plattform und des Ökosystems unterstützen.
4. Die Committer Members sind Einzelpersonen, die freiwillig als Kernentwickler an Eclipse-Projekten mitarbeiten und nicht bei einem Eclipse Member der ersten drei Kategorien angestellt sind.

Alle Kernentwickler von Eclipse, egal ob Committer Members oder Angestellte eines Mitglieds, werden darüber hinaus generell als Committer bezeichnet.

## Organisation
Die Leitung erfolgt nach US-Recht durch eine Mischung aus Aufsichtsrat und Vorstand, der Board of Directors. Sitze in diesem Gremium stehen allen strategischen Entwicklern und Konsumenten von Eclipse zu. Im Gegensatz hierzu werden die Vertreter der Add-in Provider und Committer Member in das Board of Directors gewählt. Außer dem Board of Directors existieren zur Koordination der unterschiedlichen IT-Projekte drei Gremien die im Sinne von Beiräten fungieren:
1. Der Anforderungsbeirat ist zuständig für die Erfassung und Organisation von Anforderungen. Das Gremium bewertet und kategorisiert zu diesem Zweck alle eingehenden Anforderungen der Projekte und des Ökosystems, priorisiert diese und stimmt sie ab für weitere Projektplanung.
2. Der Planungsausschuss ist verantwortlich für die Koordination und die Veröffentlichung von Softwareversionen. Hierzu erstellt er einen mit der Projektplanung abgestimmten Release-Plan für die gesamte Eclipse-Plattform, wobei er versucht alle Anforderungen gleichermaßen zu berücksichtigen.
3. Der Architekturbeirat garantiert für die langfristige technische Korrektheit der Eclipse-Plattformen und ihrer Frameworks. Er ist verantwortlich für die Entwicklung und die Wartung der Eclipse-Plattform-Architektur. Darüber hinaus stellt er sicher, dass die Prinzipien des Eclipse-Entwicklungsprozesses jederzeit von allen an der Entwicklung beteiligten Gruppen und Einzelpersonen eingehalten werden.

Zur Verwaltung und für das Tagesgeschäft verfügt die Eclipse Foundation außerdem über eigenständiges, fest angestelltes Personal.

## Dienstleistungen
Es gibt vier Dienstleistungsbereiche:
IT-Infrastruktur
Die Eclipse Foundation stellt die IT-Infrastruktur für die Open-Source-Gemeinschaft zur Verfügung und verwaltet diese. Zur IT-Infrastruktur gehören Versionsverwaltung, Bugzilla-Datenbanken, Mailing List und Newsgroups, Downloadbereiche und Projektwebseiten. Die IT-Infrastruktur wurde geschaffen, um eine verlässliche und erweiterbare Serviceplattform für Committer und Anwender von Eclipse anbieten zu können.
IP-Management
Ein weiterer Arbeitsschwerpunkt ist es, den Einsatz von Open-Source-Technologie in kommerziellen Produkten und Dienstleistungen zu ermöglichen. Die Eclipse Foundation fördert dabei den Einsatz von Eclipse zur Erstellung von Softwareprodukten. Dies wird ermöglicht, indem Eclipse-Software unter der Eclipse Public License kostenfrei zur Verfügung steht. Die Eclipse Foundation stellt jederzeit sicher, dass alle Softwareprodukte unter ihrer Lizenz frei von Softwarecode anderer Hersteller oder anderer Rechteinhaber sind. Es erfolgt eine sorgfältige Prüfung, die sicherstellt, dass alle Beiträge zur Eclipse-Plattform von den Urheberrechtsinhabern stammen. Zu diesem Zweck werden mit allen Mitgliedern schriftliche Vereinbarungen (Committer Agreement, Member Committer Agreement) getroffen, in der die Urheberschaft von Softwarecode und seine Übertragung unter die EPL bestätigt wird. Alle Codebestandteile, die außerhalb von Eclipse entwickelt wurden, werden im Rahmen des IP approval process auf ihre Urheberrechtsfreiheit überprüft. Im Rahmen dieses Prozesses erfolgt eine Analyse der Herkunft von Softwarecode und seiner Kompatibilität zur EPL. Softwarecode, der nicht kompatiblen Lizenzen unterliegt, wird ausgemustert.
Entwicklungsprozess
Die Stiftung unterstützt alle ihre Projekte durch die Einführung eines einheitlichen Entwicklungsprozesses, den Eclipse Development Process. So wird sichergestellt, dass alle Projekte im Rahmen eines offenen, transparenten und leistungsstarken Prozesses entwickelt werden. Als Teil dieses Prozesses fördert die Eclipse Foundation einen umfassenden Austausch zwischen den Entwicklungsteams und allen anderen Mitgliedern.
Erweiterung des Ökosystems
Die Organisation ist bemüht, die Eclipse-Technologie konsequent zu vermarkten und setzt zu diesem Zweck ein umfassendes Marketingportfolio ein. So werden alle Produkte gefördert, die auf Eclipse-Technologie aufsetzen. Dies gilt insbesondere auch für andere Open-Source-Projekte sowie für Schulungsanbieter und Dienstleister. Zur Ausweitung des Ökosystems organisiert die Eclipse Foundation regelmäßige Veranstaltungen, etwa die EclipseCon und das Eclipse Summit Europe.
Die festangestellten Mitarbeiter sind jeweils einem dieser vier Dienstleistungsbereiche zugeordnet. Die Eclipse Foundation beschäftigt darüber hinaus kein eigenständiges Entwicklungspersonal. Die Entwicklung wird bei Eclipse ausschließlich von den vorgenannten Committern geleistet.